# Moritz Matthies
Moritz Matthies ist das Pseudonym eines deutschen Autorenduos, bestehend aus Hans Rath und Edgar Rai.
Unter dem Pseudonym wurden mehrere Romane auf dem deutschen Markt veröffentlicht. Zu diesen zählen die Bücher einer Krimi-Reihe, in der die Erdmännchen Rufus und Ray die zentralen Charaktere sind.

## Werke
- Rufus und Ray-Reihe:
  - Ausgefressen. Fischer Taschenbuch, 2012, ISBN 978-3-596-19356-1.
  - Voll Speed. Fischer Taschenbuch, 2014, ISBN 978-3-596-19645-6.
  - Dumm gelaufen. Fischer Taschenbuch, 2015, ISBN 978-3-596-19858-0.
  - Dickes Fell. Fischer Taschenbuch, 2016, ISBN 978-3-596-03130-6.
  - Letzte Runde. Fischer Taschenbuch, 2017, ISBN 978-3-596-03428-4.
  - Der Wald ruft. dtv, 2021, ISBN 978-3-423-21957-0.
  - Da ist was im Busch. dtv, 2022, ISBN 978-3-423-22005-7.
  - Schiffe versenken. dtv, 2023, ISBN 978-3-423-21857-3.
  - Arsch voll Geld. dtv, 2024, ISBN 978-3-423-44370-8.
  - Boom Boom Babuschka. dtv, 2025, ISBN 978-3-423-22109-2.
- Guten Morgen, Miss Happy. Rowohlt Taschenbuch, 2018, ISBN 978-3-499-27604-0.